# Scopula subfasciata
Scopula subfasciata är en fjärilsart som beskrevs av Louis Beethoven Prout 1938. Scopula subfasciata ingår i släktet Scopula och familjen mätare. Inga underarter finns listade.